# Zilaq
Zilaq o zilatθ (del etrusco zil, que significa «gobernador», como zilic, zilath, y en el ámbito grecorromano equivale a «magistratus») designa lo relativo a la  magistratura, ya sea la persona que la ejerce o el magistrado elegido con cargo anual, como el conjunto de magistrados y sacerdotes etruscos. 
Así el zilatθ meχl rasnal era el pretor federal elegido por la asamblea de Volsinii.